# Distretto di Diamer
Diamer è un distretto della regione di Gilgit-Baltistan, in Pakistan. Chilas è il capoluogo del distretto e anche dell'omonima divisione.